# Барониси
Баронѝси (на италиански: Baronissi; на неаполитански: Baruniss', Барунисъ) е град и община в Южна Италия, провинция Салерно, регион Кампания. Разположен е на 260 m надморска височина. Населението на общината е 16 850 души (към 2010 г.).